# Sigilli nazionali del Giappone
I sigilli nazionali del Giappone comprendono i seguenti emblemi utilizzati ai dall'Imperatore e dal governo del Giappone:
- Il Sigillo del Governo del Giappone (generalmente conosciuto come "Paulownia 5-7" (五七桐?, Go-shichi no Kiri) o anche Sigillo della Paulownia (桐紋?, Kirimon)), utilizzato per il Primo Ministro ed il suo Governo.
- Il Sigillo Imperiale del Giappone o Emblema del Giappone (日本の国章?, Nippon no Kokushō, Nihon no Kokushō), chiamato anche Sigillo del Crisantemo (菊紋?, Kikumon), usato dall'Imperatore e dagli altri membri della Famiglia Imperiale. Rappresenta un crisantemo stilizzato di 16 petali di colore dorato, accompagnati per 16 altri petali posteriori dello stesso colore.
- Il Sigillo Privato del Giappone (御璽?, Gyoji), il sigillo personale dell'Imperatore. Riporta la scritta Tennō Gyoji (天皇御璽? lett. "Sigillo Imperiale dell'Imperatore") in stile tensho (篆書?). Il sigillo è apposto su documenti quali rescritti imperiali, proclami di leggi, ordini di gabinetto, trattati, atti di ratifica, credenziali degli ambasciatori e relativi atti di revoca, atti di procura generale, commissioni consolari, lettere di autorizzazione di consoli stranieri, lettere di nomina o revoca di funzionari governativi la cui nomina richiede l'attestazione dell'imperatore e lettere di nomina di funzionari dal quarto grado di corte in su[1].
- Il Sigillo di Stato del Giappone (國璽?, Kokuji) (chiamato anche Gran Sigillo del Giappone), usato come sigillo ufficiale di stato. È costituito dalla dicitura Dai Nippon Kokuji (大日本國璽? lett. "Sigillo del Grande Giappone") in stile tensho. Viene attualmente utilizzato unicamente per i certificati rilasciati insieme alle onorificenze giapponesi[1].

## Galleria d'immagini

Sigillo del Governo
Sigillo Imperiale
Sigillo Privato
Sigillo di Stato